# Ganadería en Andalucía

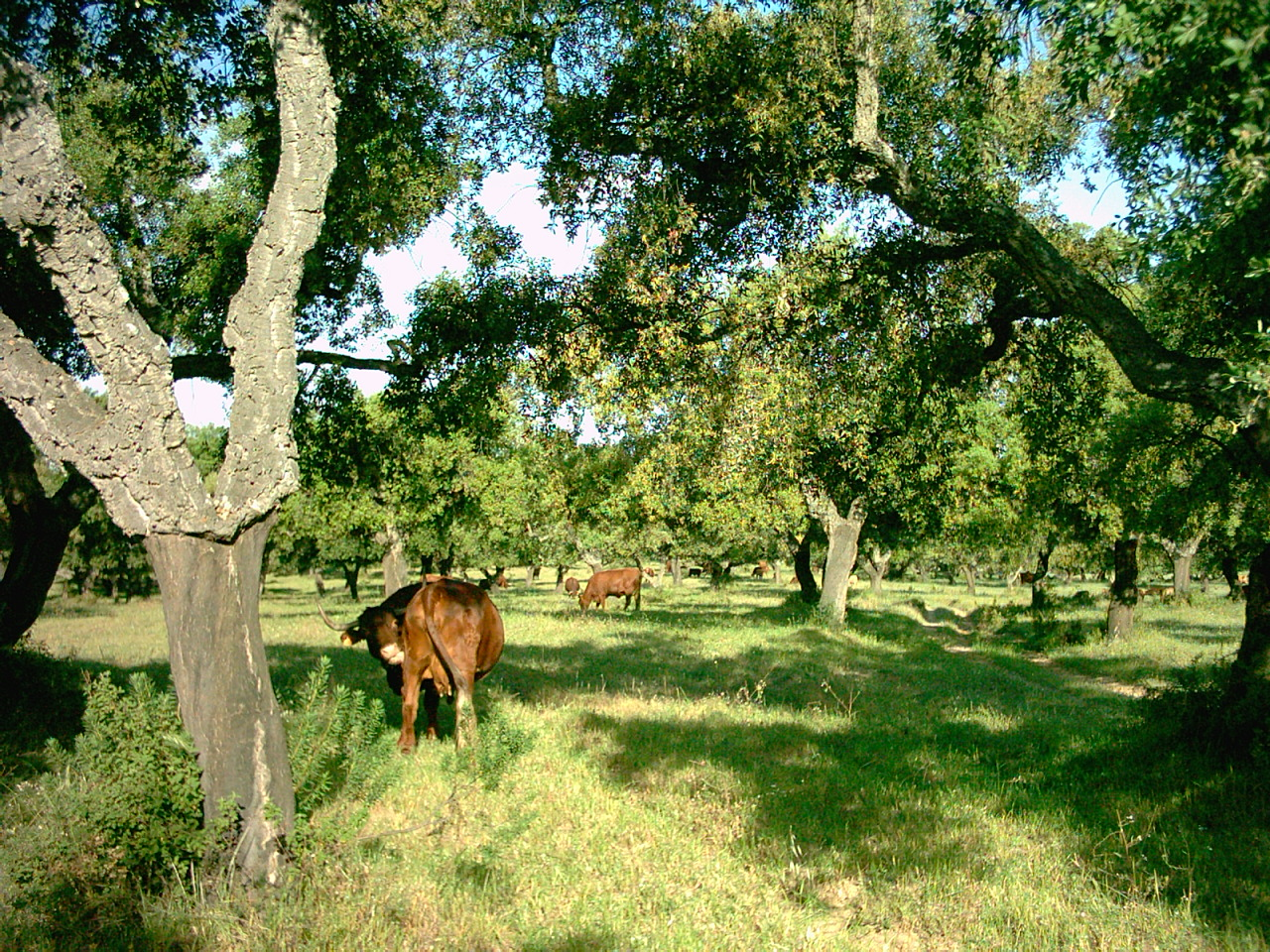
Dehesa Boyal, Bollullos Par del Condado.

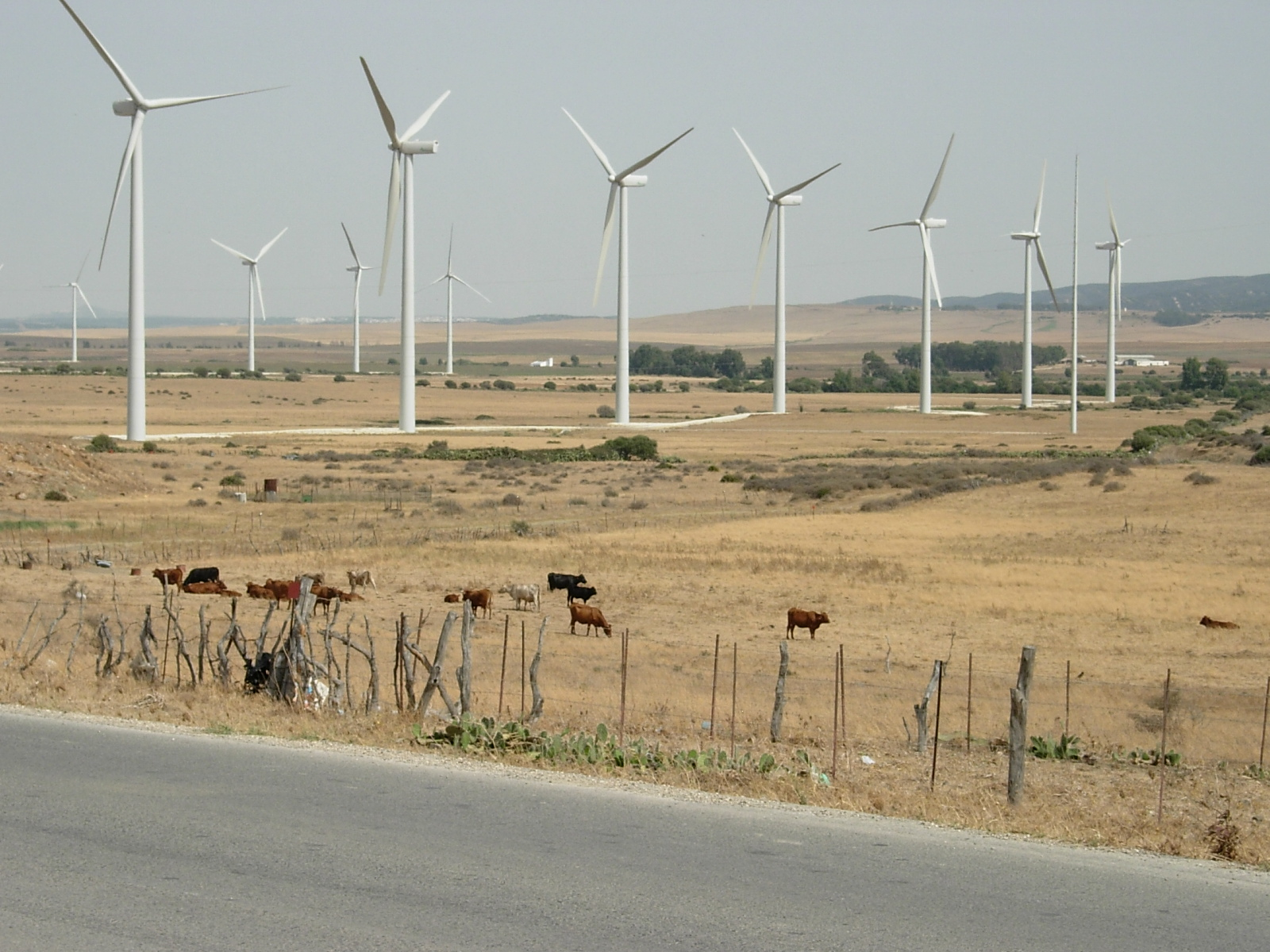
Ganado vacuno en un campo de Tarifa.

La ganadería en Andalucía ha sido históricamente un componente esencial de su sistema agroalimentario. Sin embargo, su trayectoria ha estado marcada por una regresión significativa a partir del siglo XVIII, que ha condicionado su posición en la estructura económica regional hasta la actualidad. Este fenómeno se relaciona con la reconfiguración de los patrones de uso del suelo y las dinámicas económicas, que han tendido a desplazar la actividad ganadera desde las campiñas de alta productividad agrícola hacia zonas adehesadas en áreas montañosas, intrínsecamente más marginales y con menor presión antrópica sobre el territorio.
ctualmente, la ganadería ocupa una posición secundaria en la economía andaluza. A pesar de que Andalucía es una potencia agraria a nivel nacional y europeo, la contribución del sector ganadero al Producto Interior Bruto (PIB) regional y al valor total de la producción agraria es comparativamente modesta. En contraste con la robusta aportación del sector agrícola, que en 2025 mantiene una contribución preponderante al valor agrario andaluz, la ganadería genera un porcentaje significativamente menor del valor de la producción ganadera nacional. Esta disparidad conduce a un déficit estructural en el autoabastecimiento regional de productos cárnicos y lácteos, cubriendo en torno al 70% de sus necesidades internas. Las condiciones edafoclimáticas de Andalucía influyen, pero factores socioeconómicos e históricos son determinantes en la configuración actual del sector.

### Tipología y Distribución del censo Ganadero
La composición del censo ganadero andaluz es diversa, con una marcada predominancia de algunas especies y una distribución heterogénea por provincias.

#### Especies Predominantes
Dentro de las explotaciones ganaderas andaluzas, el ganado caprino es la especie de mayor relevancia, seguido en importancia por el porcino, el ovino y el bovino. Asimismo, la cría de équidos, tanto para uso recreativo como para la producción de carne, y las reses bravas para espectáculos taurinos, constituyen segmentos específicos y culturalmente arraigados del sector. La avicultura y la cunicultura también tienen presencia, principalmente en sistemas de producción intensiva.

#### A Nivel Nacional[4]
Andalucía se posiciona de la siguiente manera en la ganadería española:
- Líder en Caprino: La comunidad autónoma es la primera productora de ganado caprino en España, albergando aproximadamente el 33,7% del total de cabezas de este tipo de ganado en el país.
- Posición Relevante en Ovino y Porcino: Ocupa el cuarto lugar en número de efectivos de ovino y porcino a nivel nacional.
- Tercer Productor de Leche: Andalucía es la tercera región española en producción de leche, solo superada por Galicia y Castilla y León.
- Principal Productor de Miel: Es la comunidad autónoma que más miel produce en España.
- Líder en Ganadería Ecológica: Concentra casi el 60% de las explotaciones ganaderas ecológicas de todo el territorio nacional.
- Contribución al Sector Agrario: Si bien la producción agraria andaluza representa aproximadamente una cuarta parte del valor agrario español, la ganadería contribuye con solo el 10% de la producción agraria regional total, siendo el sector agrícola el que domina.

#### A Nivel Europeo[5]
En el ámbito europeo, la ganadería andaluza contribuye a la posición de España y se destaca en ciertos aspectos:
- Peso en la Producción Agraria Total: Andalucía fue la región de la Unión Europea con el valor más elevado de producción agraria total (incluyendo agricultura y ganadería) en 2022, alcanzando los 16.000 millones de euros. Sin embargo, de esa cifra, la producción ganadera aportó solo unos 3.000 millones de euros, frente a los 13.000 millones de los cultivos. Esto subraya que, aunque la producción agraria general es muy alta, el peso específico de la ganadería es menor dentro de ella.
- Rol en el Ganado Caprino Europeo: Gracias a la significativa contribución de Andalucía, España es el segundo país de la Unión Europea en ganado caprino, solo por detrás de Grecia.

## Ganadería extensiva

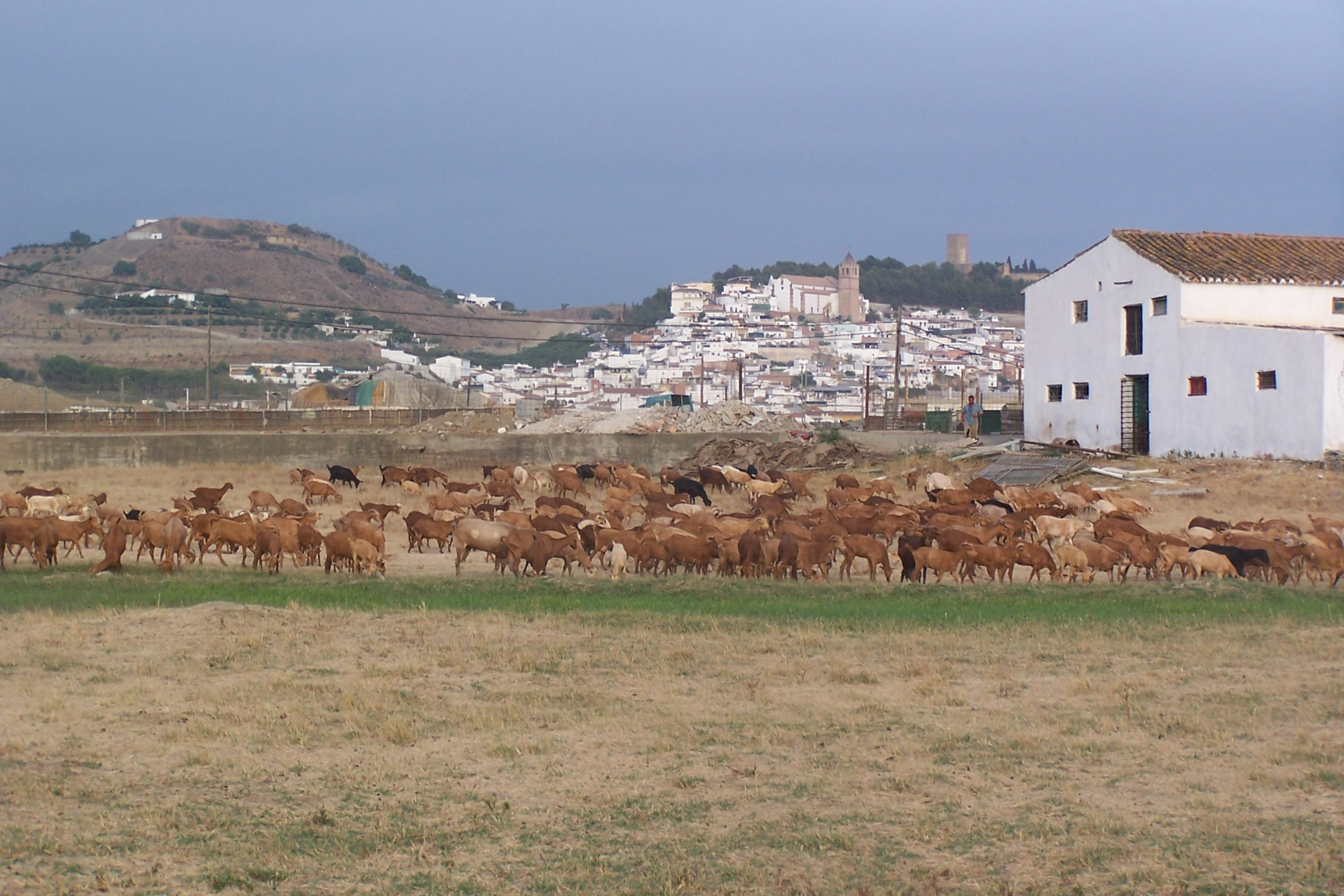
Rebaño de cabras en Vélez-Málaga.

La ganadería extensiva, a pesar de su marginalidad, aún conserva cierta importancia, ya que el 35% de la producción final ganadera se obtiene de este subsector. Esta ganadería se basa en el aprovechamiento de los pastos naturales o cultivados de montaña para el pastoreo de las cabañas ganaderas. En este subsector ganadero se incluye gran parte del vacuno de carne, la totalidad del ovino y caprino, así como el porcino de montanera.

## Ganadería intensiva
La ganadería intensiva se basa en el cultivo de especies forrajeras para la alimentación del ganado. Si bien su productividad es mucho mayor que la de la ganadería extensiva, comparativamente con otras regiones españolas y europeas, es mucho menor. Ni la fertilidad de los suelos agrícolas, ni la existencia de regadíos, ni las óptimas dimensiones de las grandes propiedades dominantes, ni la existencia de una demanda elevada, han conseguido consolidar unas estructuras ganaderas.
La única ganadería que se ha adaptado a las nuevas exigencias económicas ha sido la moderna ganadería intensiva industrial, sin vinculación directa a la tierra, basadas en la explotación de razas alóctonas en modernas instalaciones. Estas instalaciones solo dependen de su abastecimiento de piensos y de la demanda de productos. Ambos problemas han sido solucionados con su localización en las inmediaciones de los grandes poblaciones que les aseguran un mercado y un abastecimiento de piensos debido a la localización de estas fábricas en estas aglomeraciones.
Por lo tanto se ha producido un fenómeno de deslocalización de las industrias ganaderas y un desligamiento prácticamente total de su dependencia del terreno. Sus modernas instalaciones y técnicas de producción hacen que sean competitivas con otras explotaciones del suelo, que en siglos anteriores desplazaron a la ganadería a zonas de montaña.

## Ganadería ecológica

### Concepto
La ganadería ecológica, orgánica o biológica es un sistema de producción multifuncional, con unas bases técnicas y una normativa propia que la diferencian de los procesos intensivos y extensivos, cuyo objetivo principal es la obtención de alimentos de origen animal de máxima calidad sanitaria y bromatológica, con amplias garantías dietéticas y de seguridad alimentaria. 
Se trata de un modelo de desarrollo sostenible en el medio rural, socialmente justo, basado en técnicas que respetan el medio ambiente, el bienestar animal y la salud de personas, animales y plantas; reducen al máximo las posibles pérdidas o emisiones atmosféricas; conservan la fertilidad de la tierra, mediante la utilización óptima de los recursos naturales (pastos); disminuyen los costes de producción, permitiendo obtener una renta suficiente a los ganaderos; y evitan el uso de sustancias químicas de síntesis y de organismos modificados genéticamente (transgénicos).
La ganadería ecológica debe estar ligada al suelo, o lo que es lo mismo, disponer de tierras de pasto o cultivo para obtener en la propia unidad de producción la mayor parte de los alimentos para los animales, contribuyendo así al equilibrio de los sistemas agrícolas y utilizando recursos naturales renovables.

### Principios básicos de la ganadería
La ganadería ecológica se fundamenta en tres pilares básicos: 
- Conservación del medio ambiente y de nuestro entorno natural. Garantiza la preservación del medio natural, asegura la biodiversidad y mantiene los ecosistemas. Utiliza animales de razas autóctonas que realizan un mejor aprovechamiento de los recursos naturales, buscando siempre el equilibrio de la carga ganadera con la oferta de recursos alimenticios existentes en la explotación.
- Respeto al bienestar y protección de los animales. Promueve unas condiciones adecuadas para el desarrollo natural de los animales, en libertad y con espacios suficientes, y evita cualquier tipo de daño, maltrato o molestias innecesarias a lo largo de su vida.
- Protección de la calidad y seguridad alimentaria. Elimina el uso de sustancias químicas en la gestión de la explotación (fertilizantes para el terreno) y en el manejo de los animales (medicamentos), para evitar que aparezcan como residuos en los alimentos.[7]

## Perspectivas
Esta situación de crisis, ante todo en la ganadería tradicional, no significa que Andalucía, gracias a su extensión territorial y a su gran mercado de consumo interno, no tenga infinitas potencialidades de desarrollo para este sector. Las cabañas ovina y caprina autóctonas presentan grandes posibilidades dentro de una Europa excedentaria en muchos productos ganaderos, pero deficitaria en los derivados del ovino y el caprino: carne, leche, cuero, etc.

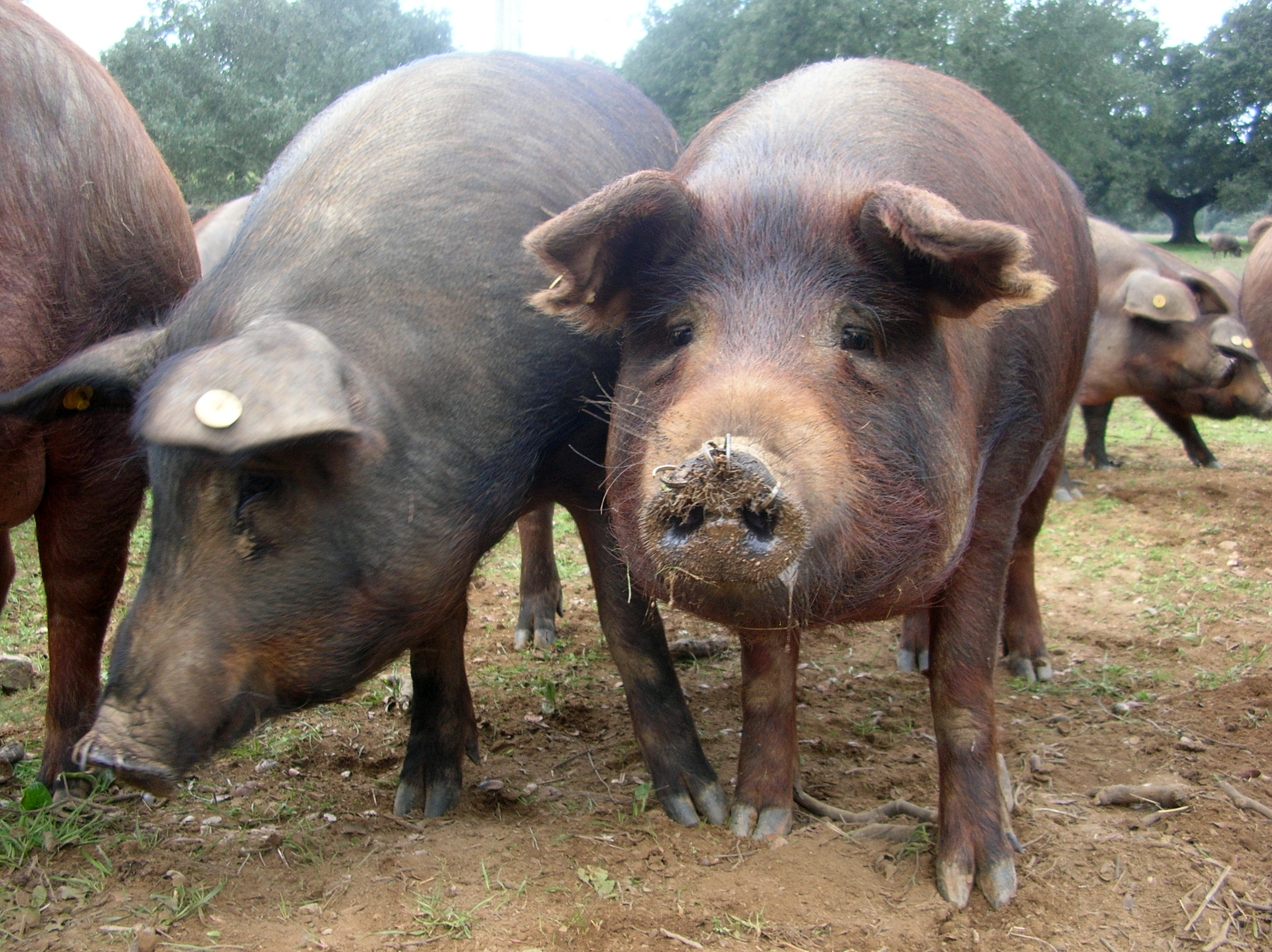
Cerdo ibérico en la Sierra Norte de Sevilla.

/* Censo ganadero */ 

### Censo ganadero por provincias[8]
| Provincia | Bovino  | Ovino     | Caprino | Porcino   | Equino  | Promedio de evolución porcentual desde 2004 a 2021 |
| --------- | ------- | --------- | ------- | --------- | ------- | -------------------------------------------------- |
| Almería   | 2.331   | 169.463   | 158.372 | 663.796   | 5.635   | 7.77%                                              |
| Cádiz     | 126.776 | 107.670   | 126.529 | 61.358    | 24.739  | 2.70%                                              |
| Córdoba   | 162.052 | 609.444   | 60.644  | 303.307   | 17.118  | 96.99%                                             |
| Granada   | 22.827  | 354.727   | 152.395 | 312.595   | 10.900  | 22.18%                                             |
| Huelva    | 72.715  | 204.470   | 55.221  | 211.305   | 29.425  | 14.87%                                             |
| Jaén      | 29.691  | 209.939   | 58.501  | 185.960   | 9.763   | 9.13%                                              |
| Málaga    | 14.055  | 184.897   | 219.693 | 382.315   | 21.390  | 30.38%                                             |
| Sevilla   | 110.330 | 345.750   | 162.302 | 669.412   | 43.573  | - 19.24%                                           |
| Andalucía | 540.777 | 2.186.360 | 993.647 | 2.790.048 | 162.543 | - 20.86%                                           |

### Bovino
La cabaña bovina supone el 7,52% del total nacional. Se concentra principalmente en la provincia de Cádiz, el Valle del Guadalhorce y el Valle del Guadalquivir.

### Ovino

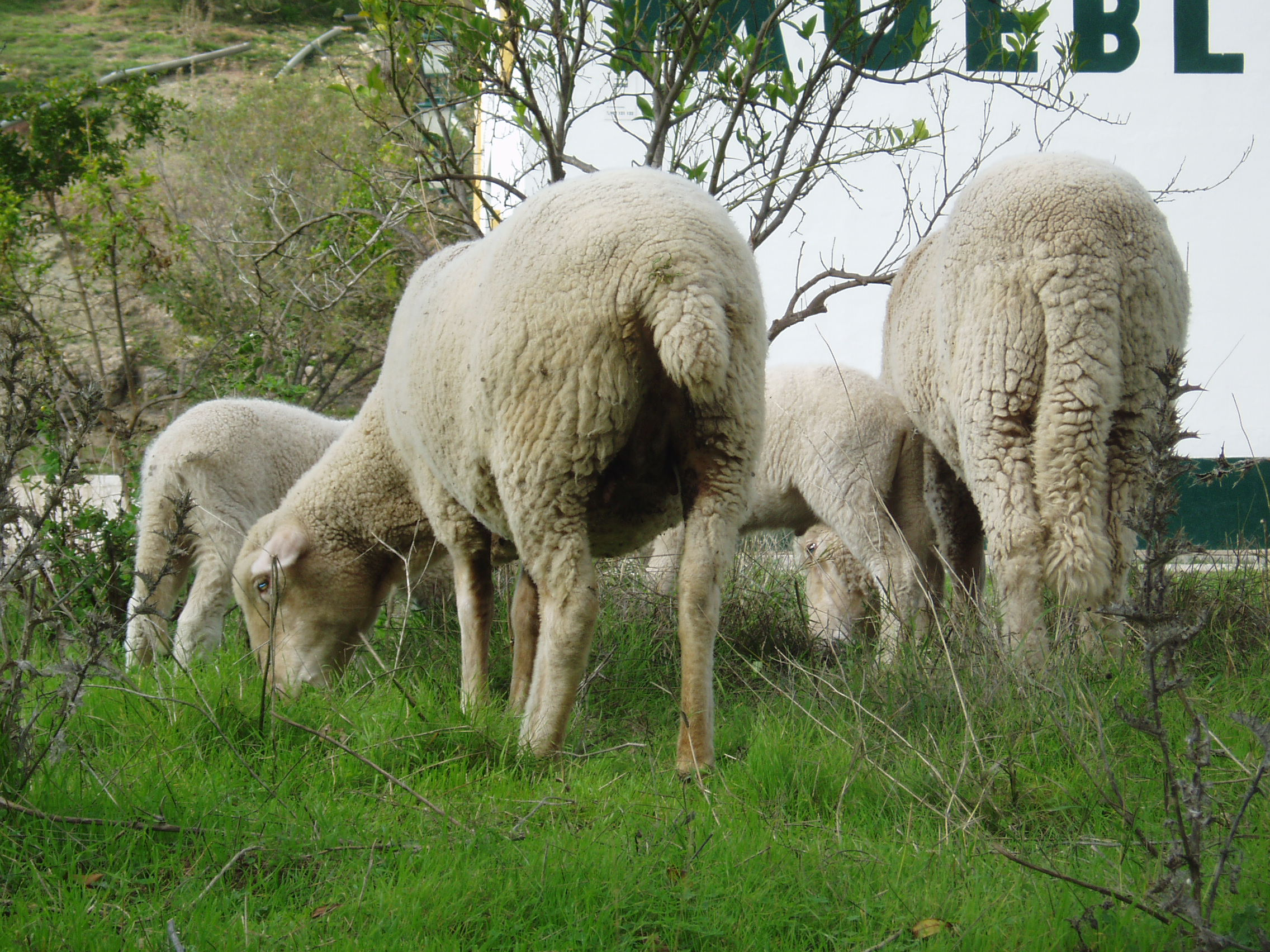
Ovejas en Benamahoma.

La cabaña ovina alcanza el 15,72% de la cabaña nacional. Destacan Los Pedroches, la Sierra Norte de Sevilla y El Andévalo onubense.

### Caprino
La gran agrupación ganadera de Andalucía Oriental es la caprina, superior a cualquier otra española. A nivel autonómico, sus efectivos suman el 38,86% del total nacional y están compuestos por rebaños de raza murciano-granadina y malagueña, de excepcionales características cárnicas y lecheras. 
El dominio territorial de las cabras se establece en las Béticas, especialmente en el flanco meridional y en el Valle del Almanzora. En el resto de la región es mínima, excepto al noroeste, en las sierras onubense y sevillana.

### Porcino
La cabaña porcina andaluza representa el 7,95% de la cabaña porcina nacional. Las densidades más altas corresponden a las comarcas de Antequera, Alto Almanzora, Los Pedroches, La sierra de Aracena y la costa de Cádiz.

### Aves de corral y conejos
La cabaña avícola andaluza representa el 7,48% de la cabaña aviar nacional. La cunicultura andaluza representa el 2,03% de la cabaña nacional.

### Equino

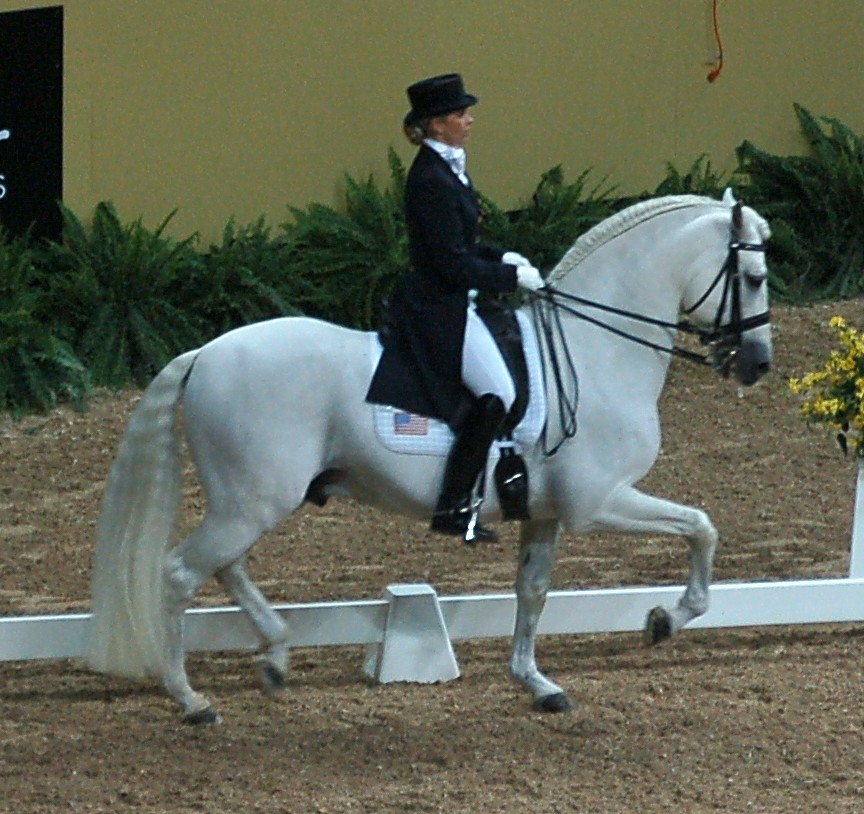
Caballo andaluz.

Muy por encima de la densidad media nacional se encuentra cualquier comarca andaluza en lo referido al ganado equino. Dentro de esto, las más elevadas de todas son el Condado de Niebla, Sierra en Cádiz, Penibética en Córdoba, Sierra Sur en Jaén y La Axarquía.

## Especies autóctonas
En Andalucía existen diversas razas domésticas autóctonas o especialmente significativas. 
En cuanto al ganado bovino destacan la vaca marismeña, la cárdena andaluza, la negra andaluza, la retinta, la berrenda en negro, la berrenda en colorado y el toro de lidia. Asimismo existen razas ovinas, como la oveja segureña, la montesina, la churra lebrijana y la merina de Grazalema. 
Entre las razas caprinas destacan la cabra blanca andaluza o cabra serrana, la payoya, la malagueña, la florida sevillana, la murciana-granadina y entre las porcinas el negro de los Pedroches, lampiño, el mamellado, el negro entrepelado, el retinto, el manchado de Jabugo y el dorado gaditano. 

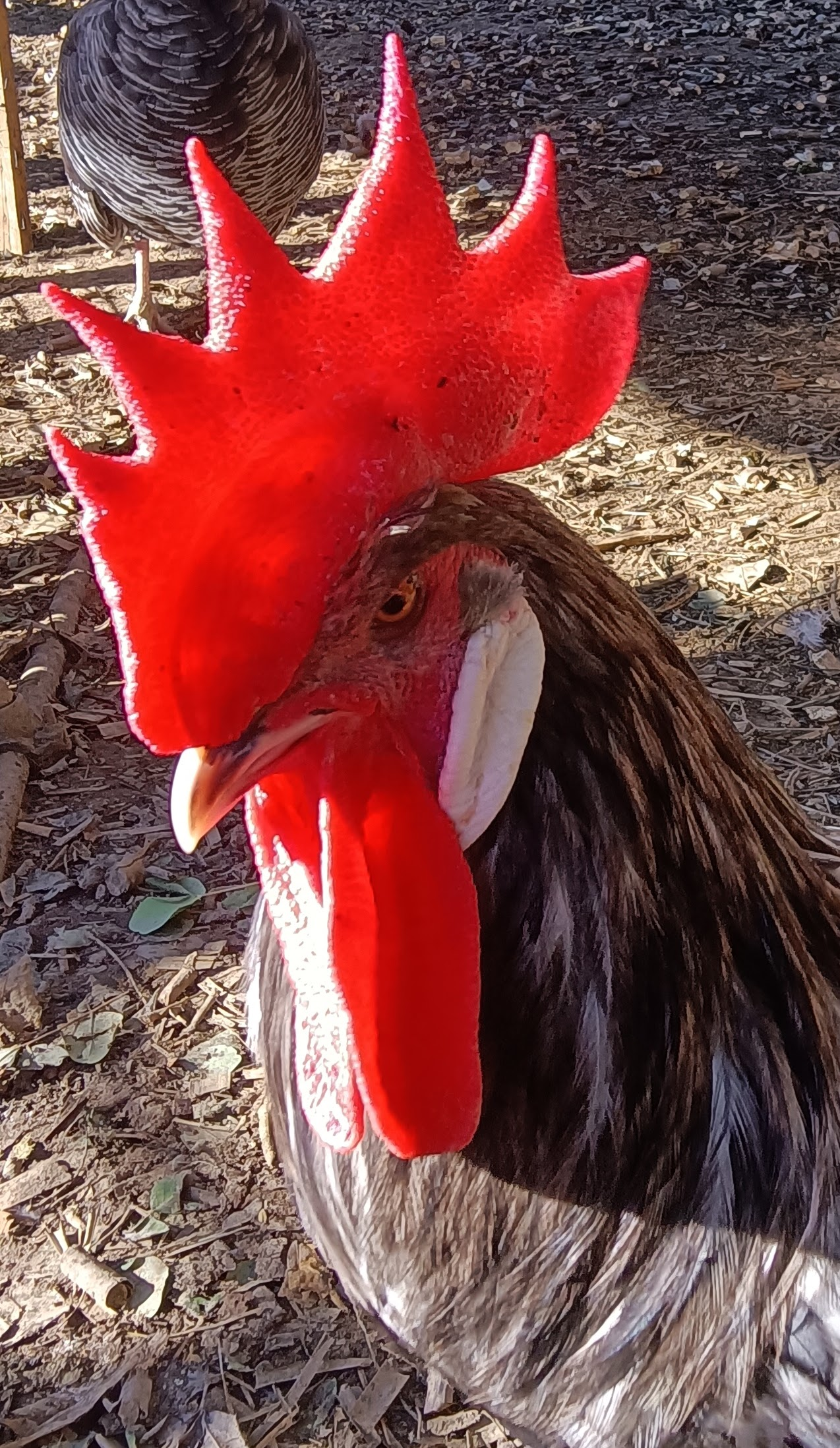
Gallo de pura Raza Andaluza Azul

También hay que citar las distintas variedades de gallina andaluza. 
Entre los équinos, el burro cordobés o andaluz, el caballo marismeño, el ancestral caballo de las retuertas y el célebre caballo andaluz. 
En cuanto a los perros, destacan el podenco Andaluz, el maneto y el Ratonero Bodeguero Andaluz. Asimismo debe destacarse que el actual Perro de Agua Español proviene mayoritariamente de las sierras de Cádiz y Málaga, donde se le conoce como "perro turco" y que el Galgo es una raza muy valorada y abundante en Andalucía.
M.T.D. Técnico Superior en Ganadería y Asistencias Animal.